# Ianuarie 2014
Acest articol este generat integral pe baza informațiilor din articolul 2014 și este actualizat periodic de un robot.
 Editările făcute în articol vor fi șterse la următoarea actualizare! Dacă doriți să faceți modificări, editați articolul-sursă.

ianuarie -
februarie -
martie -
aprilie -
mai -
iunie -
iulie -
august -
septembrie -
octombrie -
noiembrie -
decembrie
Ianuarie 2014 a fost prima lună a anului și a început într-o zi de miercuri.

## Evenimente
- 1 ianuarie: Letonia a adoptat oficial moneda euro devenind cea de-a 18-a țară din Zona euro.
- 1 ianuarie: Grecia a preluat președinția Uniunii Europene.
- 1 ianuarie: Cetățenii români și bulgari au acces nerestricționat la piața muncii din Austria, Belgia, Malta, Luxemburg, Olanda, Spania, Marea Britanie, Franța, Germania. Ridicarea restricțiilor pentru români și bulgari, conform tratatului unional, a stârnit un val de nemulțumire în rândul britanicilor.

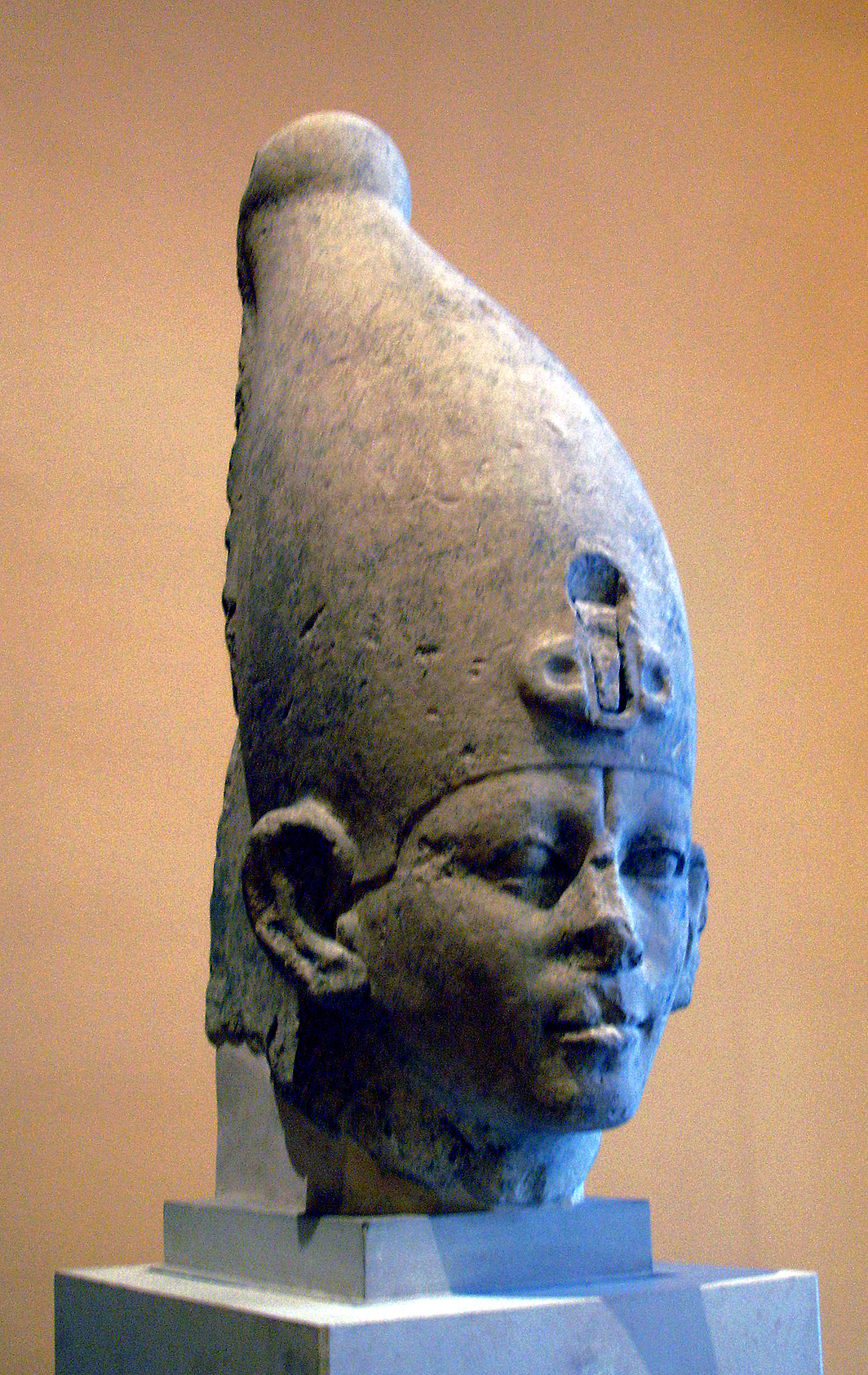
6 ianuarie: La aproximativ un an după ce un sarcofag a fost descoperit în Egipt, arheologii l-au identificat ca aparținând faraonului Sobekhotep I. Sarcofagul vechi de 3.800 de ani a fost descoperit de arheologi americani și egipteni în situl Abydos din apropiere de Sohag.

- 2 ianuarie: Conform dezvăluirilor Academiei Regale Suedeze, după 5 decenii, timp în care nominalizările rămân secrete, pe lista scurtă de 6 candidați ai Premiului Nobel pentru Literatură în 1963, care în cele din urmă a fost acordat poetului grec Giorgos Seferis, s-au aflat scriitorii Samuel Becket și Vladimir Nabokov.[1]
- 6 ianuarie: Fostul premier Adrian Năstase (PSD) a fost condamnat la 4 ani de închisoare pentru luare de mită.
- 6 ianuarie: La aproximativ un an după ce un sarcofag a fost descoperit în Egipt, arheologii l-au identificat ca aparținând faraonului Sobekhotep I. Sarcofagul vechi de 3.800 de ani a fost descoperit de arheologi americani și egipteni în situl Abydos din apropiere de Sohag.[2]
- 13 ianuarie: Pelicula 12 ani de sclavie a câștigat Premiul Globul de Aur pentru cel mai bun film dramatic iar Țeapă în stil american Premiul Globul de Aur pentru cel mai bun film muzical/comedie.
- 20 ianuarie: S-a produs Accidentul aviatic din Munții Apuseni, soldat cu 2 morți și 5 răniți.
- 22 ianuarie: Oameni de știință de la Agenția Spațială Europeană și alte instituții au detectat pentru prima oară prezența vaporilor de apă în jurul asteroidului Ceres, cel mai mare corp ceresc al centurii principale de asteroizi, situată între orbitele planetelor Marte și Jupiter.[3]
- 24 ianuarie: Foștii miniștri Zsolt Nagy (UDMR) și Tudor Chiuariu (PNL) au fost condamnați penal pentru abuz în serviciu la patru, respectiv trei ani și șase luni de închisoare, cu suspendarea executării pedepsei.
- 26 ianuarie: Administrația Națională de Meteorologie emite pentru prima dată în România codul roșu din cauza cantităților mari de zăpadă și a vitezei vântului, pentru județele Buzău, Brăila și Vrancea.
- 28 ianuarie: Mikola Azarov, prim-ministru al Ucrainei, a demisionat în urma protestelor de masă.
- 30 ianuarie: Fostul ministru Relu Fenechiu (PNL) a fost condamnat la cinci ani de închisoare pentru infracțiuni de corupție.

## Decese
- 1 ianuarie: Traian T. Coșovei, 59 ani, poet român (n. 1954)
- 1 ianuarie: Josep Seguer Sans, 90 ani, fotbalist spaniol (n. 1923)
- 5 ianuarie: Eusébio (Eusébio da Silva Ferreira), 71 ani, fotbalist portughez (atacant) de etnie mozambicană (n. 1942)
- 5 ianuarie: Brian Hart, 77 ani, pilot englez de Formula 1 (n. 1936)
- 6 ianuarie: James Moorhouse, politician britanic (n. 1924)
- 7 ianuarie: Emiel Pauwels, 95 ani, atlet belgian (n. 1918)
- 9 ianuarie: Amiri Baraka, 79 ani, scriitor și critic muzical afroamerican (n. 1934)
- 9 ianuarie: Dale T. Mortensen, 74 ani, economist american, laureat al Premiului Nobel (2010), (n. 1939)
- 9 ianuarie: Marc Yor, 64 ani,  matematician francez (n. 1949)
- 11 ianuarie: Vugar Gașimov, 27 ani, mare maestru azer de șah (n. 1986)
- 11 ianuarie: Ariel Sharon, 85 ani, general și politician israelian, prim-ministru al Israelului (2001-2006), (n. 1928)
- 11 ianuarie: Mora Windt-Martini, 77 ani, handbalistă română de etnie germană (n. 1937)
- 12 ianuarie: Halet Çambel, 97 ani, arheologă și scrimeră olimpică turcă (n. 1916)
- 13 ianuarie: Mișu Fotino (Mihai Matei Fotino), 83 ani, actor român (n. 1930)
- 16 ianuarie: Hiroo Onoda, 91 ani, soldat japonez (n. 1922)
- 16 ianuarie: Hal Sutherland, 84 ani, animator și pictor american (n. 1929)
- 17 ianuarie: Cornelia Lucia Lepădatu, 60 ani, deputat român (2000-2004), (n. 1953)
- 19 ianuarie: Gordon Hessler, 83 ani, director de film, scenarist și producător britanic (n. 1930)
- 20 ianuarie: Claudio Abbado, 80 ani, muzician și dirijor italian (n. 1933)
- 20 ianuarie: Adrian Iovan, 55 ani, pilot de aviație român (n. 1959)
- 21 ianuarie: Tony Crook, 93 ani, pilot britanic de Formula 1 (n. 1920)
- 21 ianuarie: Georgi Slavkov, 55 ani, fotbalist bulgar (atacant), (n. 1958)
- 23 ianuarie: Alexandru Andriescu, 88 ani, critic literar român (n. 1926)
- 24 ianuarie: Shulamit Aloni, 85 ani, politician israelian (n. 1928)
- 25 ianuarie: Bohdan Poręba, 79 ani, regizor polonez (n. 1934)
- 26 ianuarie: Cicerone Ionițoiu, 89 ani, activist civic și memorialist român (n. 1924)
- 26 ianuarie: José Emilio Pacheco, 74 ani, poet mexican (n. 1939)
- 27 ianuarie: Peter Seeger (aka Pete), 94 ani, muzician, compozitor, activist, prezentator TV, american (n. 1919)
- 28 ianuarie: Frédéric Bruly Bouabré, 91 ani, artist din Coasta de Fildeș (n. 1923)
- 30 ianuarie: Arthur Rankin Jr., 89 ani, producător, scenarist și regizor american (n. 1924)
- 31 ianuarie: Mărioara Murărescu, 66 ani, realizatoare română de programe TV (n. 1947)